# Ateuchus ecuadorensis
Ateuchus ecuadorensis е вид твърдокрило насекомо от семейство Листороги бръмбари (Scarabaeidae).

## Разпространение
Видът е разпространен в Еквадор.